# Makota notabilis
Makota notabilis är en insektsart som beskrevs av William Lucas Distant 1909. Makota notabilis ingår i släktet Makota och familjen Lophopidae. Inga underarter finns listade i Catalogue of Life.